# Irinel Ioan Stativă
Irinel Ioan Stativă (n. 5 ianuarie 1973, Vaslui, Vaslui, România) este un politician român, deputat în Parlamentul României pe listele PSD.
Irinel Stativă a fost validat ca deputat pe data de 5 iulie 2006 dată la care l-a înlocuit pe deputatul Ion Giurescu în urma numirii sale în funcția de președinte al CSSPP. Stativă era președintele Tineretului Social Democrat Vaslui, fiind anterior director al cabinetului prefectului de Vaslui în perioada 2001–2004. În legislatura 2004-2008, Irinel Ioan Stativă a fost membru în grupul parlamentar de prietenie cu Muntenegru. În legislatura 2012-2016, Irinel Ioan Stativă a fost membru în grupurile parlamentare de prietenie cu Republica Slovenia și Republica Columbia. În legislatura 2016-2020, Irinel Ioan Stativă este membru în grupurile parlamentare de prietenie cu Republica Slovenia, Muntenegru și Republica Columbia.     

În 2009, Irinel Stativă a fost numit din nou director al cancelariei prefectului județului Vaslui.